# Xuchitlán (San Salvador)
Xuchitlán es una localidad de México, localizada en el municipio de San Salvador en el estado de Hidalgo.

## Toponimia
Del náhuatl; Xochitl, flor, tlan, lugar: “Lugar de flor”.

## Geografía
Se encuentra en la región geográfica del Valle del Mezquital. A la localidad le corresponden las coordenadas geográficas 20° 23’ 40.878” de latitud norte y 99° 08’ 51.503” de longitud oeste; con una altitud de 1903 m s. n. m. Cuenta con un clima semiseco templado.
En cuanto a fisiografía se encuentra en la provincia del Eje Neovolcanico, dentro de la subprovincia de Sierras y Llanuras de Querétaro e Hidalgo; su terreno es de lomerío. En lo que respecta a la hidrografía se encuentra posicionado en la región del Pánuco, dentro de la cuenca del río Moctezuma, y en la subcuenca del río Tula.

## Demografía
En 2020 registró una población de 904 personas, lo que corresponde al 2.46 % de la población municipal. De los cuales 446 son hombres y 458 son mujeres.
| Gráfica de evolución demográfica de Xuchitlán entre 1930 y 2020                              |
|                                                                                              |
| Población de los censos y conteos del Instituto Nacional de Estadística y Geografía (INEGI). |

## Cultura
Cada año el 20 de enero se realiza la feria patronal en honor a San Sebastián Matir.